# Acid King
Acid King é uma banda dos Estados Unidos de stoner rock formada em São Francisco na Califórnia no ano de 1993.

## Membros
- Lori S. - guitarra e vocal (1993-recente)
- Joey Osbourne - bateria (1993-recente)
- Rafa Martinez - baixo (2005-recente)
- Peter Lucas - baixo (1993-1996)
- Dan Southwick - baixo (1996-1998)
- Brian Hill - baixo (1998-1999)
- Guy Pinhas - Baixo (1999-2005)

## Discografia
- Acid King (1994)
- Zoroaster (1995)
- Acid King/Altamont Split - Down With The Crown (1997)
- Busse Woods (1999)
- Acid King/Clearlight Split - Free… (2001)
- Acid King III (2005)
- Middle of Nowhere, Center of Everywhere (2015)